# Premiile și decorațiile lui Iosip Broz Tito

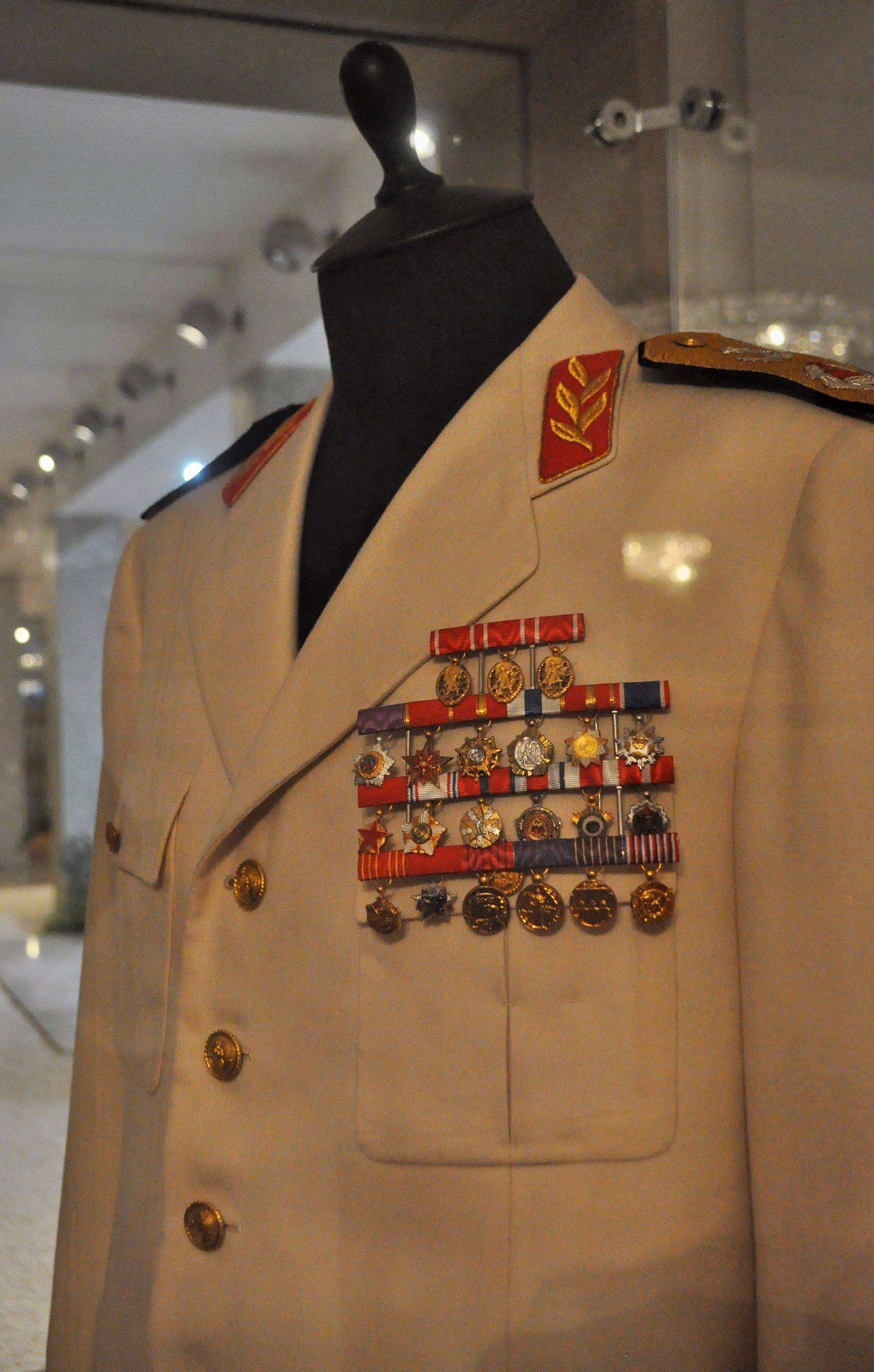
Uniforma lui Tito cu toate decorațiile lui iugoslave

Aceasta este lista completă a premiilor și decorațiilor lui Iosip Broz Tito, președintele iugoslav și om de stat, aranjate după continente și divizarea blocului european în perioada Războiului Rece. Iosip Broz Tito a primit un total de 119 premii și decorații din partea a 60 de state (59 de țări și Iugoslavia). 21 de decorații din partea Iugoslaviei, 18 i-au fost acordat odată iar Ordinul Eroul Poporului de trei ori. Din cele 98 de premii internaționale și decorații, 92 i-au fost acordate într-o singură dată și trei în două ocazii (Ordinul Leului Alb, Polonia Restituta și Karl Marx). Premiile cele mai importante fiind Legiunea de onoare și Ordinul Național de Merit din partea Franței, Ordinul Cel Mai Onorabil Bath din partea Marii Britanii, Ordinul Lenin din partea Uniunii Sovietice, Ordinul Suprem al Crizantemei din partea Japoniei, Crucea Federală de Merit din partea Germaniei, și Ordinul Național de Merit al Republicii Italiene din partea Italiei.
Cu toate acestea, decorațiile au fost prezentate rar. După ruptura dintre Tito și Stalin în 1948 și inaugurarea sa ca președinte în 1953, Tito purta rar uniforma cu excepția când era prezent la o activitate militară și apoi (cu excepții rare) purta doar panglicile iugoslave din motive concrete. Toate premiile sale au fost expuse numai la funeraliile sale în 1980. Reputația lui Tito ca unul dintre aliații celui de-al Doilea Război Mondial, împreună cu poziția sa diplomatică ca fondator al Mișcării de Nealiniere, era principalul motiv pentru care i-au fost recunoscute meritele.

## Europa

### Blocul occidental
| Premiu sau decorațiune | Premiu sau decorațiune                                                          | Țară             | Dată               | Loc              | Note | Ref   |
| ---------------------- | ------------------------------------------------------------------------------- | ---------------- | ------------------ | ---------------- | --- | ----- |
|                        | Marea Stea a Decorației pentru Serviciile aduse Republicii Austria              | Austria          | 9 februarie 1965   | Viena            | Cea mai mare decorație oferită de sistemul austriac de onoruri.                                                   | [ 1 ] |
|                        | Marea Stea a Ordinului Léopold cu eșarfă                                        | Belgia           | 6 octombrie 1970   | Bruxelles        | Unul din cele trei ordine belgiene cavalerești de onoare națională. Cel mai mare ordin al Belgiei.                | [ 1 ] |
|                        | Ordinul Elefantului                                                             | Danemarca        | 29 octombrie 1974  | Copenhaga        | Cel mai mare ordin al Danemarcei.                                                                                 | [ 2 ] |
|                        | Marea Cruce a Comandantului Ordinului Trandafirului Alb al Finlandei cu Manșon  | Finlanda         | 6 mai 1963         | Belgrad          | Unul din cele trei mari ordine de stat ale Finlandei, înființat la 1919 de Carl Gustaf Emil Mannerheim.           | [ 1 ] |
|                        | Grand'croix de la Légion d'honneur                                              | Franța           | 7 mai 1956         | Paris            | Cea mai mare decorație a Franței, acordată lui Tito pentru contribuțiile sale extraordinare în lupta pentru pace. | [ 1 ] |
|                        | Grand'croix de l'Ordre national du Mérite                                       | Franța           | 6 decembrie 1976   | Belgrad          | Ordinul Cavalerimii acordat de președintele Franței ("Ordinul Național de Merit").                                | [ 1 ] |
|                        | Médaille militaire                                                              | Franța           | 7 mai 1956         | Paris            | De asemenea acordat lui Winston Churchill, Franklin D. Roosevelt, și Dwight D. Eisenhower.                        | [ 3 ] |
|                        | Croix de guerre avec palme de bronze                                            | Franța           | 7 mai 1956         | Paris            | Decorație militară a Franței din Al Doilea Război Mondial (Crucea de Război cu Palmierul Bronz).                  | [ 1 ] |
|                        | Croix du combattant volontaire                                                  | Franța           | 29 iunie 1956      | Belgrad          | Decorație militară franceză răsplătind militarii care au ales să servească în mod spontan cu o unitate de luptă.  | [ 1 ] |
|                        | Clasa specială a Marii Cruci de Merit                                           | Germania de Vest | 24 iunie 1974      | Bonn             | Cea mai mare onoare a Germaniei de Vest (și a Germaniei moderne).                                                 | [ 1 ] |
|                        | Marea Cruce Cavalerească a Ordinului Salvatorului                               | Grecia           | 2 iunie 1954       | Atena            | Cea mai mare decorație a Greciei.                                                                                 | [ 1 ] |
|                        | Marea Cruce Cavalerească cu Cordon al Ordinului de Merit al Republicii Italiene | Italia           | 2 octombrie 1969   | Belgrad          | Cea mai mare onoare a Italiei, cel dintâi ordin cavaleresc italian, acordat lui Iosip Broz Tito la Belgrad.       | [ 1 ] |
|                        | Cavalerul Ordinului Leul de Aur al Casei de Nassau                              | Luxemburg        | 9 octombrie 1970   | Luxemburg (oraș) | Ordinul cavaleresc, cea mai mare onoare a Luxemburgului.                                                          | [ 1 ] |
|                        | Marea Cruce cu Manșon al Sfântului Olav                                         | Norvegia         | 13 mai 1965        | Oslo             | Cel mai mare ordin cavaleresc norvegian.                                                                          | [ 1 ] |
|                        | Marea Cruce de Cavaler al Ordinului Leul Olandez                                | Olanda           | 20 octombrie 1970  | Amsterdam        | Second-highest Ordinul Olandei, fondat de primul rege al Olandei, William I.                                      | [ 1 ] |
|                        | Marele Manșon al Ordinului Sfântului Iacov cu Sabie                             | Portugalia       | 23 octombrie 1975  | Belgrad          | Ordinul cavaleresc portughez, fondat în 1171.                                                                     | [ 1 ] |
|                        | Marele Manșon al Ordinului Prințului Henry                                      | Portugalia       | 17 octombrie 1977  | Lisabona         | Portuguese Ordinul Național Cavaleresc.                                                                           | [ 1 ] |
|                        | Marea Cruce de Cavaler al Celui Mai Onorabil Ordin Bath                         | Regatul Unit     | 17 octombrie 1972  | Belgrad          | Ordinul cavaleresc britanic acordat la Belgrad de regina Elisabeta a II-a.                                        | [ 1 ] |
|                        | Marea Cruce a Ordinului of San Marino                                           | San Marino       | 25 septembrie 1967 | Belgrad          | Cel mai mare ordin din San Marino.                                                                                | [ 1 ] |
|                        | Cavalerului Ordinului Regal al Serafimului                                      | Suedia           | 29 februarie 1959  | Stockholm        | Ordinul cavaleresc regal suedez, înființat de regele Frederick I al Suediei la 23 februarie 1748.                 | [ 1 ] |

### Blocul răsăritean
| Premiu sau decorațiune      | Premiu sau decorațiune                                                      | Țară              | Dată                               | Loc                               | Note | Ref   |
| --------------------------- | --------------------------------------------------------------------------- | ----------------- | ---------------------------------- | --------------------------------- | --- | ----- |
|                             | Prima Clasă a Ordinului Libertatea Poporului a                              | Bulgaria          | 25 noiembrie 1947                  | Sofia                             | Acordat pentru participarea la lupta revoluționară a poporului bulgar.                                  | [ 1 ] |
|                             | Prima Clasă cu Sabie a Ordinului 9 septembrie 1944 a                        | Bulgaria          | 25 noiembrie 1947                  | Sofia                             | Acordat cetățenilor bulgari și străini care au participat la insurecția armată de la 9 septembrie 1944. | [ 1 ] |
|                             | Ordinul Georgi Dimitrov a                                                   | Bulgaria          | 22 septembrie 1965                 | Sofia                             | Acordat pentru merite excepționale. Acordat cu titlul of „Eroul Poporului Bulgariei”.                   | [ 1 ] |
|                             | Prima Clasă cu Manșon a Ordinului Leului Alb (acordat de două ori)          | Cehoslovacia      | 22 martie 1946 26 septembrie 1964  | Praga Brijuni                     | Cel mai mare ordin Cehoslovaciei.                                                                       | [ 1 ] |
|                             | Prima Clasă a Ordinului Militar al Leului Alb                               | Cehoslovacia      | 22 martie 1946                     | Praga                             | Cel mai mare ordin militar al Cehoslovaciei.                                                            | [ 1 ] |
|                             | Prima Clasă a Ordinului Răscoalei Naționale Slovace                         | Cehoslovacia      | 22 martie 1946                     | Praga                             | Ordin militar al Slovaciei (pe atunci parte din Cehoslovacia).                                          | [ 1 ] |
|                             | Crucea de Război Cehoslovacă 1939-1945                                      | Cehoslovacia      | 22 martie 1946                     | Praga                             | Decorație militară a Cehoslovaciei.                                                                     | [ 1 ] |
|                             | Crucea Militară de Merit 1939-1945                                          | Cehoslovacia      | 22 martie 1946                     | Praga                             | Decorație militară a Cehoslovaciei.                                                                     | [ 1 ] |
|                             | Ordinul Karl Marx a (acordat de două ori)                                   | Germania de Est   | 12 noiembrie 1974 12 ianuarie 1977 | Berlin Belgrad                    | Cel mai prestitgios ordin al Germaniei de Est.                                                          | [ 1 ] |
|                             | Marea Stea de Aur a Prieteniei Populare a                                   | Germania de Est   | 8 iunie 1965                       | Berlin                            | Ordin al Germaniei de Est, acordat pentru menținerea păcii.                                             | [ 1 ] |
|                             | Marea Cruce a Ordinului Polonia Restituta (acordat de două ori)             | Polonia           | 25 iunie 1964 4 mai 1973           | Varșovia Castelul Brdo pri Kranju | Unul din cele mai mari ordine ale Poloniei.                                                             | [ 1 ] |
|                             | Marea Cruce a Ordinului Virtuti Militari cu Stea                            | Polonia           | 16 martie 1946                     | Varșovia                          | Cea mai mare decorație militară a Poloniei pentru curaj.                                                | [ 1 ] |
|                             | Prima Clasă a Crucii Grunwald a                                             | Polonia           | 19 octombrie 1945                  | Belgrad                           | Decorație militară poloneză.                                                                            | [ 1 ] |
|                             | Medalia Victoriei și Libertății 1945                                        | Polonia           | 16 martie 1946                     | Varșovia                          | Medalie militară poloneză. 670.000 au fost acordate între 1958 și 1992.                                 | [ 1 ] |
|                             | Crucea Partizană                                                            | Polonia           | 16 martie 1946                     | Varșovia                          | Crucea partizană poloneză. 55.000 de medalii acordate.                                                  | [ 1 ] |
|                             | Ordinul Mihai Viteazul (Clasele 1, 2 și 3 acordate)                         | România           | 19 decembrie 1947                  | București                         | Cea mai mare decorație a României, instituit de regele Ferdinand I.                                     | [ 1 ] |
|                             | Marele Manșon al Ordinului Carol I                                          | România           | 16 decembrie 1947                  | București                         | Ordinul de stat român.                                                                                  | [ 1 ] |
|                             | Prima Clasă a Ordinului Steaua României                                     | România           | 18 aprilie 1966                    | București                         | Cel mai mare ordin civil al României.                                                                   | [ 1 ] |
|                             | Ordinul Victoria Socialismului a                                            | România           | 16 mai 1972                        | Drobeta-Turnu Severin             | Cea mai mare decorație română, acordat cu titlul de "Eroul Poporului Român".                            | [ 1 ] |
|                             | Marea Cruce cu Stea a Ordinului de Merit al Republicii Maghiare             | Ungaria           | 7 decembrie 1947                   | Budapesta                         | Ordin național maghiar.                                                                                 | [ 1 ] |
|                             | Prima Clasă a Ordinului de Merit al Republicii Ungaria                      | Ungaria           | 7 decembrie 1947                   | Budapesta                         | Cel mai mare ordin național maghiar.                                                                    | [ 1 ] |
|                             | Prima Clasă a Ordinului Drapelului Republicii Populare Ungare               | Ungaria           | 14 septembrie 1964                 | Budapesta                         | Ordin național maghiar.                                                                                 | [ 1 ] |
|                             | Ordinul Lenin a                                                             | Uniunea Sovietică | 5 iunie 1972                       | Moscova                           | Cel mai mare ordin național al Uniunii Sovietice.                                                       | [ 1 ] |
|                             | Ordinul Revoluției din Octombrie a                                          | Uniunea Sovietică | 16 august 1977                     | Moscova                           | Al doilea mare ordin național al Uniunii Sovietice.                                                     | [ 1 ] |
|                             | Ordinul Victoriei a                                                         | Uniunea Sovietică | 9 septembrie 1945                  | Belgrad                           | Cea mai mare decorație militară a Uniunii Sovietice, unul din numai 5 străini l-au primit.              | [ 4 ] |
|                             | Prima Clasă a Ordinului Suvorov                                             | Uniunea Sovietică | septembrie 1944                    | Moscova                           | Decorație militară sovietică, acordat personalului militar pentru conducere excepțională în luptă.      | [ 1 ] |
|                             | Medalia Douăzeci de Ani de la Victoria Marelui Război Patriotic 1941-1945 a | Uniunea Sovietică | 30 iunie 1965                      | Moscova                           | Medalie comemorativă a Marelui Război Patriotic din Uniunea Sovietică.                                  | [ 1 ] |
| Notă: aÎn prezent defuncte. |                                                                             |                   |                                    |                                   | |       |

### Iugoslavia
| Premiu sau decorațiune                                      | Premiu sau decorațiune                                 | Țară       | Dată                                    | Loc         | Note | Ref   |
| ----------------------------------------------------------- | ------------------------------------------------------ | ---------- | --------------------------------------- | ----------- | --- | ----- |
|                                                             | Ordinul Marei Stele Iugoslave                          | Iugoslavia | 1 februarie 1954                        | Belgrad     | Cel mai mare ordin național de merit al Iugoslaviei. | [ 1 ] |
|                                                             | Ordinul Libertății                                     | Iugoslavia | 12 iunie 1945                           | Belgrad     | Cea mai mare decorație militară a Iugoslaviei, și a doua mare decorație iugoslavă în clasamentul general.                                                           | [ 1 ] |
|                                                             | Ordinul Eroul Poporului (acordat de trei ori)          | Iugoslavia | 6 noiembrie 1944 15 ma 1972 16 mai 1977 | Vis Belgrad | A doua mare decorație militară a Iugoslaviei, și a treia decorație iugoslavă în clasamentul general. Josip Broz Tito was the only person to receive it three times. | [ 7 ] |
|                                                             | Ordinul Eroului Muncii Socialiste                      | Iugoslavia | 1950                                    | Belgrad     | A patra mare decorație de stat acordată în Iugoslavia. | [ 1 ] |
|                                                             | Ordinul Eliberarea Poporului                           | Iugoslavia | 15 august 1943                          | Jajce       | | [ 1 ] |
|                                                             | Ordinul Drapelul de Război                             | Iugoslavia | 29 decembrie 1951                       | Belgrad     | | [ 1 ] |
|                                                             | Ordinul Drapelului Iugoslav cu Eșarfă                  | Iugoslavia | 26 noiembrie 1947                       | Belgrad     | | [ 1 ] |
|                                                             | Ordinul Steaua Partizană cu Coroană Aurie              | Iugoslavia | 15 august 1943                          | Jajce       | | [ 1 ] |
|                                                             | Ordinul Republicii cu Coroană Aurie                    | Iugoslavia | 2 iulie 1960                            | Belgrad     | | [ 1 ] |
|                                                             | Ordinul Meritul Poporului                              | Iugoslavia | 9 iunie 1945                            | Belgrad     | | [ 1 ] |
|                                                             | Ordinul Frăție și Unitate cu Coroană Aurie             | Iugoslavia | 15 august 1943                          | Jajce       | | [ 1 ] |
|                                                             | Ordinul Armata Poporului cu Coroana Muncii             | Iugoslavia | 29 decembrie 1951                       | Belgrad     | | [ 1 ] |
|                                                             | Ordinul de Merit Militar cu Steaua Mare                | Iugoslavia | 29 decembrie 1951                       | Belgrad     | | [ 1 ] |
|                                                             | Ordinul Curajului                                      | Iugoslavia | 15 august 1943                          | Jajce       | | [ 1 ] |
|                                                             | Medalia Comemorativă a Partizanilor - 1941             | Iugoslavia | 14 septembrie 1944                      | Vis         | | [ 1 ] |
|                                                             | Medalia 30 de Ani de la Victoria împotriva Fascismului | Iugoslavia | 9 mai 1975                              | Belgrad     | | [ 1 ] |
|                                                             | Medalia 10 Ani de Armată Iugoslavă                     | Iugoslavia | 22 decembrie 1951                       | Belgrad     | | [ 1 ] |
|                                                             | Medalia 20 de Ani de Armată Iugoslavă                  | Iugoslavia | 22 decembrie 1961                       | Belgrad     | | [ 1 ] |
|                                                             | Medalia 30 de Ani de Armată Iugoslavă                  | Iugoslavia | 22 decembrie 1971                       | Belgrad     | | [ 1 ] |
| Notă: Toate decorațiile iugoslave sunt în prezent defuncte. |                                                        |            |                                         |             | |       |

## America
| Premiu sau decorațiune | Premiu sau decorațiune                            | Țară      | Dată               | Loc              | Note                                                | Ref   |
| ---------------------- | ------------------------------------------------- | --------- | ------------------ | ---------------- | --------------------------------------------------- | ----- |
|                        | Marea Crucea a Ordinului Condorului de Anzi       | Bolivia   | 29 septembrie 1963 | Cochabamba       | Ordinul statului bolivian.                          | [ 1 ] |
|                        | Marea Cruce a Ordinului Național Crucea din Sud   | Brazilia  | 19 septembrie 1963 | Brasília         | Ordinul de merit cel mai mare al Braziliei.         | [ 1 ] |
|                        | Manșonul Ordinului de Merit din Chile             | Chile     | 22 septembrie 1963 | Santiago         | Ordinul de merit din Chile.                         | [ 1 ] |
|                        | Manșon al Ordinului Vulturului de Aztec           | Mexic     | 30 martie 1963     | Belgrad          | Cea mai mare decorație oferită străinilor în Mexic. | [ 1 ] |
|                        | Medalia de Independență                           | Mexic     | 15 octombrie 1963  | Ciudad de México | Medalie mexicană.                                   | [ 1 ] |
|                        | Manșonul de Aur al Ordinul Manuel Amador Guerrero | Panama    | 15 martie 1976     | Ciudad de Panamá | Cea mai mare onoare din Panama.                     | [ 1 ] |
|                        | Manșon al Ordinului Liberatorului                 | Venezuela | 17 martie 1976     | Caracas          | Cel mai mare ordin de stat venezuelan.              | [ 1 ] |

## Asia
| Premiu sau decorațiune      | Premiu sau decorațiune                                   | Țară           | Dată              | Loc           | Note                                                                                          | Ref   |
| --------------------------- | -------------------------------------------------------- | -------------- | ----------------- | ------------- | --------------------------------------------------------------------------------------------- | ----- |
|                             | Marele Manșon al Ordinului Almara cu Eșarfă              | Afganistan     | 1 noiembrie 1960  | Belgrad       | Cea mai mare decorație din Regatul Afghanistanului.                                           | [ 1 ] |
|                             | Marele Comandant a Ordinului Thiri Thudhamma             | Birmania       | 6 ianuarie 1955   | Yangon        | Cel mai mare elogiu din Birmania (la acea vreme).                                             | [ 1 ] |
|                             | Marea Cruce a Ordinului Regal al Cambodgiei              | Cambogia       | 20 iulie 1956     | Brijuni       | Ordinul cavaleresc cambodgian, înființat inițial de Franța (încă în uz).                      | [ 1 ] |
|                             | Marele Manșon al Independenței Naționale                 | Cambogia       | 17 ianuarie 1968  | Phnom Penh    | Ordin cambodgian.                                                                             | [ 1 ] |
|                             | Medalia Steaua de Aur a Eroului Republicii               | Coreea de Nord | 25 august 1977    | Pyongyang     | Ordin al Coreei de Nord.                                                                      | [ 1 ] |
|                             | Prima Clasă a Ordinului Drapelului Național              | Coreea de Nord | 25 august 1977    | Pyongyang     | Ordin al Coreei de Nord.                                                                      | [ 1 ] |
|                             | Prima Clasă a Ordinului Marei Stele a Indoneziei         | Indonezia      | 16 iunie 1961     | Belgrad       | Cel mai mare ordin indonezian.                                                                | [ 1 ] |
|                             | Ordinul Sakti                                            | Indonezia      | 28 decembrie 1958 | Jakarta       | Ordin indonezian, acordat pentru curaj extraordinar.                                          | [ 1 ] |
|                             | Medalia Guerila                                          | Indonezia      | 28 decembrie 1958 | Jakarta       | Medalie indoneziană, fabricată după prima bombă explodată a Revoluției Naționale Indoneziene. | [ 1 ] |
|                             | Ordinul de Curaj                                         | Indonezia      | 28 decembrie 1958 | Jakarta       | Ordin indonezian, acordat pentru curaj extraordinar.                                          | [ 1 ] |
|                             | Ordinul Marelui Erou                                     | Indonezia      | 7 aprilie 1960    | Brijuni       | Ordin indonezian, acordat pentru curajul în fața inamicului.                                  | [ 1 ] |
|                             | Order „Ben Ali” cu Manșon și Eșarfă                      | Iordania       | 11 februarie 1979 | Amman         | Ordin al Iordaniei.                                                                           | [ 1 ] |
|                             | Marele Manșon al Ordinului Pahlevi a                     | Iran           | 3 iunie 1966      | Tehran        | Ordin iranian.                                                                                | [ 1 ] |
|                             | Ordinul Comemorativ a 2500 de ani a Imperiului Iranian a | Iran           | 14 octombrie 1971 | Persepolis    | Ordin iranian, comemorând cei 2500 de ani de la înființarea Imperiului Iranian.               | [ 1 ] |
|                             | Prima Clasă a Ordinului Al Rafidain cu Eșarfă            | Irak           | 14 august 1967    | Belgrad       | Ordin de stat irakian contemporan.                                                            | [ 1 ] |
|                             | Prima Clasă a Ordinului Militar Al Rafidain cu Eșarfă    | Irak           | 7 februarie 1979  | Baghdad       | Ordin militar irakian contemporan.                                                            | [ 1 ] |
|                             | Marele Cordon a Ordinului Suprem al Crizantemei          | Japonia        | 8 aprilie 1968    | Tokyo         | Cea mai mare decorație japoneză pentru persoanele în viață.                                   | [ 1 ] |
|                             | Lanțul lui Mubarak                                       | Kuweit         | 3 februarie 1979  | Orașul Kuweit | Decorație prestigioasă a Kuweitului.                                                          | [ 1 ] |
|                             | Ordinul Suha Bator                                       | Mongolia       | 20 aprilie 1968   | Ulaanbaatar   | Un ordin național al Mongolei.                                                                | [ 1 ] |
|                             | Ordinul Ojasvi-Rajanya with Manșon și Eșarfă             | Nepal          | 2 februarie 1974  | Kathmandu     | Cel mai mare ordin de stat al Nepalului.                                                      | [ 1 ] |
|                             | Ordinul Nishan-e-Pakistan                                | Nepal          | 13 ianuarie 1961  | Belgrad       | Cea mai mare distincție civilă pakistaneză.                                                   | [ 1 ] |
|                             | Marele Cordon a Ordinul Umayyad                          | Siria          | 6 februarie 1974  | Damasc        | Ordin național sirian.                                                                        | [ 1 ] |
| Notă: aÎn prezent defuncte. |                                                          |                |                   |               |                                                                                               |       |

## Africa
| Premiu sau decorațiune | Premiu sau decorațiune                                                        | Țară                    | Dată               | Loc           | Note                                             | Ref   |
| ---------------------- | ----------------------------------------------------------------------------- | ----------------------- | ------------------ | ------------- | ------------------------------------------------ | ----- |
|                        | Marea Cruce a Ordinului de Merit pentru Camerun cu Eșarfă                     | Camerun                 | 21 iunie 1967      | Brijuni       | Cel mai mare ordin de merit a Republici Camerun. | [ 1 ] |
|                        | Marele Cordon al Ordinului Nilului cu Manșon                                  | Egipt                   | 28 decembrie 1955  | Cairo         | Cea mai mare onoare de stat a Egiptului.         | [ 1 ] |
|                        | Marele Manșon al Ordinului Reginei de Saba cu Eșarfă                          | Etiopia                 | 21 iulie 1954      | Belgrad       | Ordin imperial etiopian.                         | [ 1 ] |
|                        | Medalia de Război a Sfântului Gheorghe cu Frunzele Victoriei                  | Etiopia                 | 21 iulie 1954      | Belgrad       | Medalie militară imperială a Etiopiei.           | [ 1 ] |
|                        | Medalia pentru Apărarea Țării cu Cinci Frunze de Palmier                      | Etiopia                 | 21 iulie 1954      | Belgrad       | Medalie militară imperială a Etiopiei.           | [ 1 ] |
|                        | Marea Cruce a Ordinului Luptătorilor pentru Independență                      | Guineea                 | 7 ianuarie 1961    | Belgrad       | Cea mai mare decorație militară a Guineei.       | [ 1 ] |
|                        | Marele Manșon al Ordinul Inima de Aur din Kenya                               | Kenya                   | 18 februarie 1970  | Nairobi       | Cel mai mare ordin de stat din Kenya.            | [ 1 ] |
|                        | Ordinul Pionierilor din Liberia                                               | Liberia                 | 14 martie 1961     | Monrovia      | Cel mai mare ordin liberian.                     | [ 1 ] |
|                        | Ordinul Republicii cu Eșarfă                                                  | Libia                   | noiembrie 1973     | Belgrad       | Cel mai mare ordin libian.                       | [ 1 ] |
|                        | Marele Manșon al Ordinului Mehamedi                                           | Maroc                   | l aprilie 1961     | Rabat         | Ordin marocan.                                   | [ 1 ] |
|                        | Ordinul Marii Cruci a Mauritaniei cu Eșarfă                                   | Mauritania              | 5 septembrie 1968  | Brijuni       | Cea mai mare onoare de stat a Mauritaniei.       | [ 1 ] |
|                        | Marea Cruce a Ordinul de Merit a Africii Centrale cu Eșarfă                   | Republica Centrafricană | 3 mai 1972         | Belgrad       | Cel mai mare ordin de merit din Centrafricană.   | [ 1 ] |
|                        | Ordinul de Merit al Congoului cu Eșarfă                                       | Republica Congo         | 10 septembrie 1975 | Belgrad       | Cel mai mare ordin de merit din Congo.           | [ 1 ] |
|                        | Ordinul Național al Leului cu Eșarfă                                          | Senegal                 | 30 august 1975     | Castelul Brdo | Cea mai mare onoare de stat senegaleză.          | [ 1 ] |
|                        | Ordinul Stelei Somaleze                                                       | Somalia                 | 26 martie 1976     | Belgrad       | Ordin de stat somalez.                           | [ 1 ] |
|                        | Marele Manșon al Ordinul de Onoare                                            | Sudan                   | 12 februarie 1959  | Khartoum      | Decorație de stat sudaneză.                      | [ 1 ] |
|                        | Marea Cruce a Ordinului Mono                                                  | Togo                    | 23 iunie 1976      | Belgrad       | Cea mai mare onoare de stat togoleză.            | [ 1 ] |
|                        | Marele Manșon al Ordinului de Independență                                    | Tunisia                 | 9 aprilie 1961     | Tunis         | Ordin de stat tunisian.                          | [ 1 ] |
|                        | Prima Clasă a Ordinul Marelui Comandant și Distins Combatant pentru Libertate | Zambia                  | 8 februarie 1970   | Lusaka        | Cel mai mare ordin de stat din Zambia.           | [ 1 ] |